# Holmöns socken
Holmöns socken i Västerbotten ingår sedan 1974 i Umeå kommun och motsvarar från 2016 Holmöns distrikt. 
Socknens areal är 56,30 kvadratkilometer, varav 52,30 land. År 2000 fanns här 87 invånare. Sockenkyrkan Holmöns kyrka ligger i socknen.

## Administrativ historik
Holmöns församling bildades 1802 genom en utbrytning ur Umeå landsförsamling. Den 1 januari 1925 (enligt beslut den 24 augusti 1923) bildades Holmöns landskommun genom utbrytning ur Sävars landskommun. Samma datum blev Holmön också egen jordebokssocken. Landskommunen uppgick 1974 i Umeå kommun. Församlingen uppgick 2007 i Sävar-Holmöns församling.
1 januari 2016 inrättades distriktet Holmön, med samma omfattning som församlingen hade 1999/2000.
Socknen har tillhört fögderier, tingslag och domsagor enligt vad som beskrivs i artikeln Västerbotten.

## Geografi
Holmöns socken omfattar Holmöarna öster om Umeå. Öarna är låga och skogbevuxna.

## Fornlämningar
Ett tiotal gravrösen är funna, dessutom tomtningar och labyrinter.

## Namnet
Namnet kommer från huvudön.

## Befolkningsutveckling
| Befolkningsutvecklingen i Holmöns socken 1840–1990                                                       | Befolkningsutvecklingen i Holmöns socken 1840–1990 | Befolkningsutvecklingen i Holmöns socken 1840–1990 | Befolkningsutvecklingen i Holmöns socken 1840–1990 | Befolkningsutvecklingen i Holmöns socken 1840–1990 |
| --- | -------------------------------------------------- | -------------------------------------------------- | -------------------------------------------------- | -------------------------------------------------- |
| |                                                    |                                                    |                                                    |                                                    |
| År |                                                    |                                                    | Folkmängd                                          |                                                    |
| 1840 | 1840                                               |                                                    | 207                                                |                                                    |
| 1850 | 1850                                               |                                                    | 254                                                |                                                    |
| 1860 | 1860                                               |                                                    | 310                                                |                                                    |
| 1870 | 1870                                               |                                                    | 359                                                |                                                    |
| 1880 | 1880                                               |                                                    | 361                                                |                                                    |
| 1890 | 1890                                               |                                                    | 398                                                |                                                    |
| 1900 | 1900                                               |                                                    | 434                                                |                                                    |
| 1910 | 1910                                               |                                                    | 440                                                |                                                    |
| 1920 | 1920                                               |                                                    | 415                                                |                                                    |
| 1930 | 1930                                               |                                                    | 422                                                |                                                    |
| 1940 | 1940                                               |                                                    | 344                                                |                                                    |
| 1950 | 1950                                               |                                                    | 296                                                |                                                    |
| 1960 | 1960                                               |                                                    | 258                                                |                                                    |
| 1970 | 1970                                               |                                                    | 177                                                |                                                    |
| 1980 | 1980                                               |                                                    | 122                                                |                                                    |
| 1990 | 1990                                               |                                                    | 92                                                 |                                                    |
| Anm: Källor: Umeå universitet - Tabellverket 1749-1859, Demografiska databasen, CEDAR, Umeå universitet. |                                                    |                                                    |                                                    |                                                    |